# Прай (Италия)
Прай (итал. Prày) — коммуна в Италии, располагается в регионе Пьемонт, в провинции Бьелла.
Население составляет 2397 человек (2008 г.), плотность населения составляет 266 чел./км². Занимает площадь 9 км². Почтовый индекс — 13867. Телефонный код — 015.
Покровителем коммуны почитается святой Антоний Великий, празднование 17 января

## Демография
Динамика населения:

## Администрация коммуны
- Официальный сайт: